# بخش مرکزی شهرستان هامون
بخش مرکزی شهرستان هامون، یکی از بخش‌های شهرستان هامون در استان سیستان و بلوچستان ایران است. مرکز این بخش، شهر محمدآباد است.

## تقسیمات کشوری
- بخش مرکزی شهرستان هامون
  - دهستان محمدآباد
  - دهستان لوتک

شهرها: محمدآباد و شهر جدید رامشار

## جمعیت
بر پایه سرشماری عمومی نفوس و مسکن درسال ۱۳۹۵، جمعیت بخش مرکزی شهرستان هامون برابر با ۲۹٬۷۹۱ نفر بوده است.